# Spironolakton
A spironolakton (INN: spironolactone) egy mineralokortikoidreceptor antagonista vizelethajtó  gyógyszer (diuretikum), melyet vérnyomáscsökkentőként is alkalmaznak.

## Gyógyszerhatás
A spironolakton farmakológiai antagonistája a mineralokortikoidreceptornak, így gátolja az aldoszteron-függő Na+-K+ pumpát a vese disztális tubulusaiban (PDR), azaz gátolja az aldoszteron víz- és Na+ visszatartó, valamint K+ kiválasztó hatását. Az aldoszteron-antagonista hatás nem csupán a Na+ és Cl- kiválasztás növelésében és a K+ kiválasztás csökkenésében mutatkozik meg, hanem a vizeletbe történő H+ kiválasztás gátlásában is.
A klorid kiválasztása csak kismértékben, a bikarbonáté jelentősen növekszik, ami a vizelet pH-értékének emelkedéséhez vezethet.
A spironolakton nincs hatással a vese egyéb tubuláris transzport-mechanizmusaira, illetve nem gátolja a karboanhidrázt.
Diuretikus hatásából következően a spironolakton vérnyomáscsökkentő hatással is rendelkezik.
Emellett hatással van a myocardium és az érrendszer aldoszteron-függő reakcióira is. 
Mivel a spironolakton specifikus aldoszteron-antagonista, terápiásan felhasználható az elsődleges hiperaldoszteronizmus és következményei (krónikus szívelégtelenség, ödémák, magas vérnyomás, nephrotikus szindróma) kezelésére is.
Mindezeken túl a spironolaktonnak antiandrogén hatásai is vannak (valószínűleg egyrészt a tesztoszteron-bioszintézisben kulcsszerepet játszó szteroid-17-monooxigenáz enzim gátlásával, másrészt dihidro-tesztoszteron citoplazmatikus receptorához való kompetitív kötődéssel, így a dihidro-tesztoszteron hatásának csökkentésével). A spironolaktonnal kapcsolatban megfigyelt mellékhatások egy része (pl. gynecomastia) ezen élettani hatásból következik.

## Készítmények
- Spiron (Teva)[1]
- Verospiron  (Richter)